# Ora maritima
Ora maritima ist ein von dem Dichter Avienus Mitte des 4. Jahrhunderts erstelltes geographisches Lehrgedicht in lateinischer Sprache.
Avienus steht zwar in der Tradition des antiken Lehrgedichtes, seine Intention ist aber nicht Wissensvermittlung, sondern die Ausbreitung griechisch-römischer Bildung. Die Grundlage ist ein alter griechischer Periplus und zumindest exakt erscheinende Entfernungsangaben mischen sich mit mythischen Beschreibungen und der Nennung lange untergegangener Städte. Seine Absicht ist es, die Küste des Meeres von den atlanticiis fluctes (= Fluten des Atlantiks) bis zur Maiotis (= Asowsches Meer) darzustellen. Erhalten hat sich allerdings nur die Beschreibung beginnend im Westen bis zur Gegend von Marseille.

### Von Avienus angegebene Quellen
In seiner Widmung bezieht sich Avienus auf die Beschreibung der Maiotis durch Sallust. Allerdings ist dieser Teil des Werkes verloren gegangen. Im Folgenden gibt er 11 griechische Autoren an, der älteste Herodot (5. Jh. v. Chr.), der jüngste Thukydides (4. Jh. v. Chr.), darunter auch Skylax von Karien. 3 von ihnen sind unbekannt. Exzerpte aus ihren erhaltenen Schriften lassen sich auch bei den anderen nicht feststellen.
Zweimal zitiert er aus dem Bericht des karthagischen Seefahrers Himilkon (Vers 117–145, 383–411). Er habe diesen Bericht aus uralten punischen Annalen ausgegraben.

### Später zugeschriebene Quellen
Avienus spricht in seiner Widmung vom nostrum mare (unser Meer), also dem Mittelmeer, er setzt zweimal (Vers 85, 269) Tartessos mit Gadir (Cádiz) gleich, beschreibt also den westlichen mittelmeernahen Raum. Dazu passen aber viele Angaben nicht, z. B. die Fahrzeit von 4 Monaten des Himilkon (Vers 117) oder die Ausführungen zur Sommersonnenwende (Vers 650–673). Mehrere Historiker haben daher angenommen, dass Avienus ein Periplus vorlag, der die Küste Frankreichs, Englands, skandinavischer Länder, ja sogar der Ostsee beschrieb, ohne dass ihm das gänzlich klar war.
Karl Müllenhoff geht davon aus, dass eine mehrere Jahrhunderte alte griechische Schrift zugrunde liegt, die überdies durch Bearbeitung verderbt wurde. Er nimmt an, dass die Beschreibung in den Norden ausgreift. In oestrymnides (Vers 96) sieht er die Bretagne, in insula albionum (Vers 112) England.
Adolf Schulten hält den Periplus eines griechischen Seefahrers aus Marseille Ende des 6. Jh. v. Chr., möglicherweise des griechischen Geographen Euthymenes, für die wesentliche Quelle. Die Gleichsetzung von Tartessos mit Gadir lehnt er vehement ab.
Der deutsche Historiker Dietrich Stichtenoth nimmt an, dass der Bericht des Pytheas von Massalia zugrunde liegt und bietet in seinen Anmerkungen zum Text zahlreiche namensmäßige Angleichungen wie zu Vers 90: oestrymnischer Bergrücken nach Oestrymnier = Aestii = Bernsteinsammler an der Ostsee.

## Inhalt
Nach der Widmung für Probus, für den er ein väterlicher Lehrer ist, steht von Vers 85 bis 429 Tartessos im Mittelpunkt des Lehrgedichtes. Tartessos war zur Zeit des Avienus eine schon lange zerstörte Stadt und ein Mythos. Vermutlich eine Gründung kleinasiatischer Seefahrer wurde es vom später besiedelten punischen Gadir überflügelt. Später gab es Beziehungen zu den ionischen Phokäern (Herodot, 1, 163). Dies spiegelt sich im Mythos vom Raub der Rinder des Geryon durch Herakles wider, dessen Burg nahe Tartessos Avienus erwähnt (Vers 264). Es wird der weite Handel bis zu den ostrymnischen Inseln (Vers 113) und der Reichtum der Tartessier (Vers 423) geschildert. Jetzt allerdings gelte:
nunc destituta nunc ruinarum ager est (Vers 272)
nun ist sie verlassen, ein Trümmerhaufen
Aber auch in römischer Zeit war Tartessos als Bezeichnung der Gegend westlich Gadir gebräuchlich und geschichtliches und mythisches wird von Plinius dem Älteren mitgeteilt (Naturalis historia, IV 120).
Dann bewegt sich das Gedicht durch die Säulen des Herkules die Küste entlang auf Marseille zu. Dabei sind unter den zahlreichen Namen von Orten, Volksstämmen, Flüssen sowohl solche, die auch von anderen Geographen genannt werden, wie etwa Abila und Calpe am Gibraltar (auch bei Plinius dem Älteren und Strabon), als auch sonst ungenannte. Der letzte Teil bezieht sich auf die Rhone und wird bezüglich der aufgeführten anwohnenden Völkerschaften unterschiedlich gedeutet.

## Sprache und Gestaltung
Avienus hat sein Gedicht in jambischen Senaren gestaltet. Die Sprache zeigt Eigentümlichkeiten in Deklination und Syntax, die Verwendung griechischer Formen und Archaismen. Gerne benutzt er schmückendes Beiwerk, wie etwa die Heldentaten des Herakles. Aus dem Bericht des Himilko zitiert er Fabelhaftes (Vers 127–129):
Obire semper huc et hunc pontiferas
Nauigia lenta et languide repentia
Inter natare beluas
Unaufhörlich tummeln sich an allen Seiten die Ungetüme des Meeres; um die nur langsam vorankommenden Schiffe schwimmen Riesenfische.

## Überlieferung
Das Gedicht wurde nicht zitiert und geriet bald in Vergessenheit. Der Text hat sich nur in einer Handschrift erhalten, die nach der 1488 von Giorgio Valla und Vittore Pisani besorgten ersten gedruckte Ausgabe in Venedig ebenfalls verloren ging. Erst im 19. Jh. fand der Text neues Interesse, weil einige Historiker annahmen, dass er durch seine alten Quellen die Realität der europäischen Westatlantikküste mehrere Jahrhunderte vor unserer Zeitrechnung widerspiegele (siehe „Später zugeschriebene Quellen“). Der Althistoriker Eduard Meyer zog 1893 das Werk für Informationen über den Atlantik und die Atlantikküste von Spanien bis England zur Zeit des späten 2. Jahrhunderts v. Chr. heran.

## Textausgaben und Übersetzungen
- Adolf Schulten: AVIENI ORA MARITIMA, Barcelona/Berlin 1922
- Dietrich Stichtenoth: RUFUS FESTUS AVIENUS – ORA MARITIMA, Darmstadt 1968